# Rawghlie Clement Stanford
Rawghlie Clement Stanford (Buffalo Gap, 2 agosto 1879 – Phoenix, 15 dicembre 1963) è stato un politico statunitense.
È stato il governatore dell'Arizona dal gennaio 1937 al gennaio 1939. Rappresentante del Partito Democratico, è stato inoltre membro della Corte Suprema dell'Arizona dal 1943 al 1955.